# Karel Tilga
Karel Tilga, né le 5 février 1998 à Tartu, est un athlète estonien spécialiste des épreuves combinées.

## Biographie
Il se classe troisième du décathlon lors des championnats d'Europe juniors 2017.
Étudiant à l'université de Géorgie aux États-Unis, il remporte sous les couleurs des Georgia Bulldogs le titre NCAA en salle 2021 de l'heptathlon à Fayetteville. Cette même année, il participe aux Jeux olympiques de Tokyo, se classant 20e du concours du décathlon après n'avoir franchi aucune barre dans l'épreuve du saut à la perche.
En 2022, il se classe 9e de l'heptathlon des championnats du monde en salle, et abandonne lors des championnats d'Europe de Munich après n'avoir franchi une nouvelle fois aucune hauteur au saut la perche.
Lors des championnats du monde 2023 à Budapest, Karel Tilga réalise le meilleur concours de sa carrière avec 8 681 pts, terminant au pied du podium.

## Palmarès
| Date | Compétition                    | Lieu     | Résultat | Épreuve    | Marque    |
| ---- | ------------------------------ | -------- | -------- | ---------- | --------- |
| 2017 | Championnats d'Europe juniors  | Grosseto | 3e       | Décathlon  | 8 002 pts |
| 2021 | Jeux olympiques                | Tokyo    | 20e      | Décathlon  | 7 018 pts |
| 2022 | Championnats du monde en salle | Belgrade | 9e       | Heptathlon | 5 964 pts |
| 2023 | Championnats du monde          | Budapest | 4e       | Décathlon  | 8 681 pts |
| 2024 | Jeux olympiques                | Paris    | 11e      | Décathlon  | 8 377 pts |

## Records
| Épreuve    | Points    | Lieu         | Date         |
| ---------- | --------- | ------------ | ------------ |
| Décathlon  | 8 681 pts | Budapest     | 26 août 2023 |
| Heptathlon | 6 264 pts | Fayetteville | 12 mars 2021 |